# Firumu Guru Guru
Firumu Guru Guru (フィルムぐるぐる) é uma série de curtas-metragens independentes, produzidas pelo Studio Ghibli e exibidos no Museu Ghibli, entre 2001 a 2008. Todas as produções possuem direção de Hayao Miyazaki, excepto Shinka-ron, que foi inteiramente supervisionada por Hiromasa Yonebayashi, a seu pedido. As sinopses dos filmes não possuem uma história por inteiro, e por vezes com simples narrativas.

## Curtas-metragens
| Nº | Título                                 | Diretor              | Duração                 | Lançamento             |
| -- | -------------------------------------- | -------------------- | ----------------------- | ---------------------- |
| 1  | Kareinaru Budōkai (華麗なる舞踏会)     | Hayao Miyazaki       | 25 segundos             | 1 de outubro de 2001   |
| 2  | Ranpūtan no Bōken (ランプータンの冒険) | Hayao Miyazaki       | 39 segundos             | 1 de outubro de 2001   |
| 3  | Sakana no Sakana (魚の魚)              | Hayao Miyazaki       | 36 segundos             | 1 de outubro de 2001   |
| 4  | Takorētā (タコレーター)                | Hayao Miyazaki       | 36 segundos             | 27 de novembro de 2002 |
| 5  | Piyo Piyo Bāba (ぴよぴよバーバ)        | Hayao Miyazaki       | 12 segundos             | 27 de novembro de 2002 |
| 6  | Bōbō-kun (ぼうぼう君)                  | Hayao Miyazaki       | 16 segundos             | 27 de novembro de 2002 |
| 7  | Madaran-kai (マダラン界)               | Hayao Miyazaki       | 1 minuto e 22 segundos  | 18 de abril de 2007    |
| 8  | Shinka-ron (進化論)                    | Hiromasa Yonebayashi | 2 minutos e 44 segundos | 17 de novembro de 2008 |